# Castelo de Malmö
O Castelo de Malmö (em sueco Malmöhus ou Malmöhus slott; em dinamarquês Malmøhus) é uma fortificação erigida na década de 1530, na parte central da cidade sueca de Malmö, nessa altura denominada de Malmø e pertencente à Dinamarca. Foi mandada construir pelo rei Cristiano III da Dinamarca, constituindo hoje o exemplar mais antigo de uma fortaleza no estilo renascença nos Países Nórdicos. Alberga atualmente o Museu de Arte de Malmö (Malmö konstmuseum).